# Tekken Advance
Tekken Advance (鉄拳アドバンス?, Tekken Adobansu) è un picchiaduro a incontri della giapponese Namco uscito per la console portatile Nintendo Game Boy Advance. La versione giapponese del gioco è uscita nei negozi il 21 dicembre 2001, quella americana il 28 gennaio 2002 e quella europea il 29 marzo 2002. 
La grafica è 3D con fondali 2D, nel gioco è presente il tag mode (spingendo i tasti laterali della console, si scambia il proprio lottatore con un secondo compagno che entra in scena nello stesso round), già visto in Tekken Tag Tournament per la console casalinga Sony PlayStation 2.

## Modalità di gioco
In Tekken Advance sono presenti 10 personaggi della serie Tekken:
- Jin Kazama
- Hwoarang
- Forest Law
- Eddy Gordo
- Ling Xiaoyu
- King
- Nina Williams
- Paul Phoenix
- Yoshimitsu
- Gun Jack
- Heihachi Mishima (personaggio nascosto, ottenibile dopo aver completato il gioco con gli altri 9 personaggi[4])